# Внимание, цунами!
«Внимание, цунами!» — советский приключенческий фильм 1969 года.

## Сюжет
Семь военных моряков служат на дальнем посту экстренного оповещения в Тихом океане.  В этих суровых краях морская стихия часто обрушивает на берег страшной силы цунами. Задача поста - первыми обнаружить угрозу и предупредить людей на земле о надвигающейся опасности. Моряки первыми подвергаются опасности, ценой своих жизней спасая людей от бедствия.
Однажды на остров обрушивается страшное цунами.

## В ролях
- Георгий Юматов — капитан-лейтенант Сергей Алексеев
- Валентин Зубков — мичман Варавва
- Николай Федорцов — главный старшина Николай Бугров
- Юрий Боголюбов — лейтенант Юрий Суглинин
- Владимир Костин — оператор-дозиметрист Владимир Башмаков
- Альберт Печников — старшина 2-й статьи Сергей Иваненко
- Герман Полосков — Герман Янсон
- Пантелеймон Крымов — полковник Семашко
- Татьяна Иваненко — Ирина
- Валентина Костина — медсестра Валя
- Татьяна Чернова — жена Иваненко

## Съёмочная группа
- Автор сценария: Игорь Старков
- Режиссёр: Георгий Юнгвальд-Хилькевич
- Оператор-постановщик: Александр Полынников
- Художник-постановщик: Юрий Богатыренко
- Композитор: Олег Каравайчук
- Текст песен — Владимир Высоцкий

## Песни в фильме
Для фильма Высоцким было написано две песни:
- «Долго же шёл ты, в конверте листок…»
- Цунами («Пословица звучит витиевато…») — в фильм не вошла.